# المدرسة الهندية العالمية، عجمان
المدرسة الهندية العالمية (سابقًا المدرسة الهندية عجمان) هي مدرسة خاصة تقدم التعليم منرياض الأطفال حتى الصف الثاني عشر ‏ في  عجمان ، الإمارات العربية المتحدة، وقد تأسست عام 1988. المدرسة معترف بها من قبل وزارة التربية والتعليم في الإمارات وتتبع االمجلس المركزي للتعليم الثانوي في نيودلهي، الهند .
تم تصنيف المدرسة الهندية عجمان كواحدة من أفضل المدارس في دولة الإمارات العربية المتحدة من قبل تصنيف EW العالمي للمدارس لعام 2019.
حصلت مديرة المدرسة، مالاتي داس، على جائزة المعلم لهذا العام من المجلس المركزي للتعليم الثانوي في عام 2002.

## تاريخ
تأسست المدرسة الهندية عجمان في عام 1988 لخدمة الجالية الهندية في عجمان. قدمت المدرسة أول دفعة من طلابها لامتحان شهادة الثانوية العامة لعموم الهند في عام 1992. في البداية، كانت المدرسة الوحيدة في المنطقة، حيث بدأت بـ 8 أعضاء هيئة تدريس فقط، وكان عدد المسجلين قليلاً ثم زاد تدريجياً. اليوم، يبلغ عدد أعضاء هيئة التدريس حوالي 150، ويصل إجمالي عدد الطلاب المسجلين إلى أكثر من 1800 طالب في الفصول من رياض الأطفال حتى الصف الثاني عشر.

## حرم الجامعة
في البداية، كانت المدرسة تقع في فيلا في عجمان. وفي عام 1991، انتقلت إلى مبنى كامل على أرض منحها حاكم عجمان، في قلب المدينة. في عام 2020، انتقلت المدرسة مرة أخرى إلى حرم جامعي أكبر، وبعد ذلك تمت إعادة تسميتها إلى "المدرسة الهندية العالمية".

## الأكاديميون
تقدم المدرسة التعليم من مرحلة الروضة حتى الصف الثاني عشر، وتلبي احتياجات الطلاب في الفئة العمرية 4-17 عامًا. يستعد الطلاب لامتحان المدارس الثانوية لعموم الهند وامتحان شهادة المدارس الثانوية لعموم الهند . تشتهر المدرسة بنتائجها المذهلة ومعدل النجاح الدائم 100%.

## هيئة الطلاب
اعتبارًا من عام 2021، كان عدد الطلاب 1859، ومعظمهم من أصل هندي.
تقود الهيئة الطلابية مجلس يتكون من ممثلي الطلاب من الصفوف العليا.

## خريجون بارزون
- كاثرين تريزا، ممثلة وعارضة أزياء
- خووشي شارما، لاعبة كريكيت، منتخب الإمارات العربية المتحدة الوطني للكريكيت للسيدات.
- سانشيت شارما، لاعب كريكيت، منتخب الإمارات للكريكيت للرجال
- فيشال أوبيروي، العضو المنتدب ورئيس قسم المخاطر في ستاندرد تشارترد

## روابط خارجية
- Official Website